# Đội Thiếu niên Tiền phong José Martí

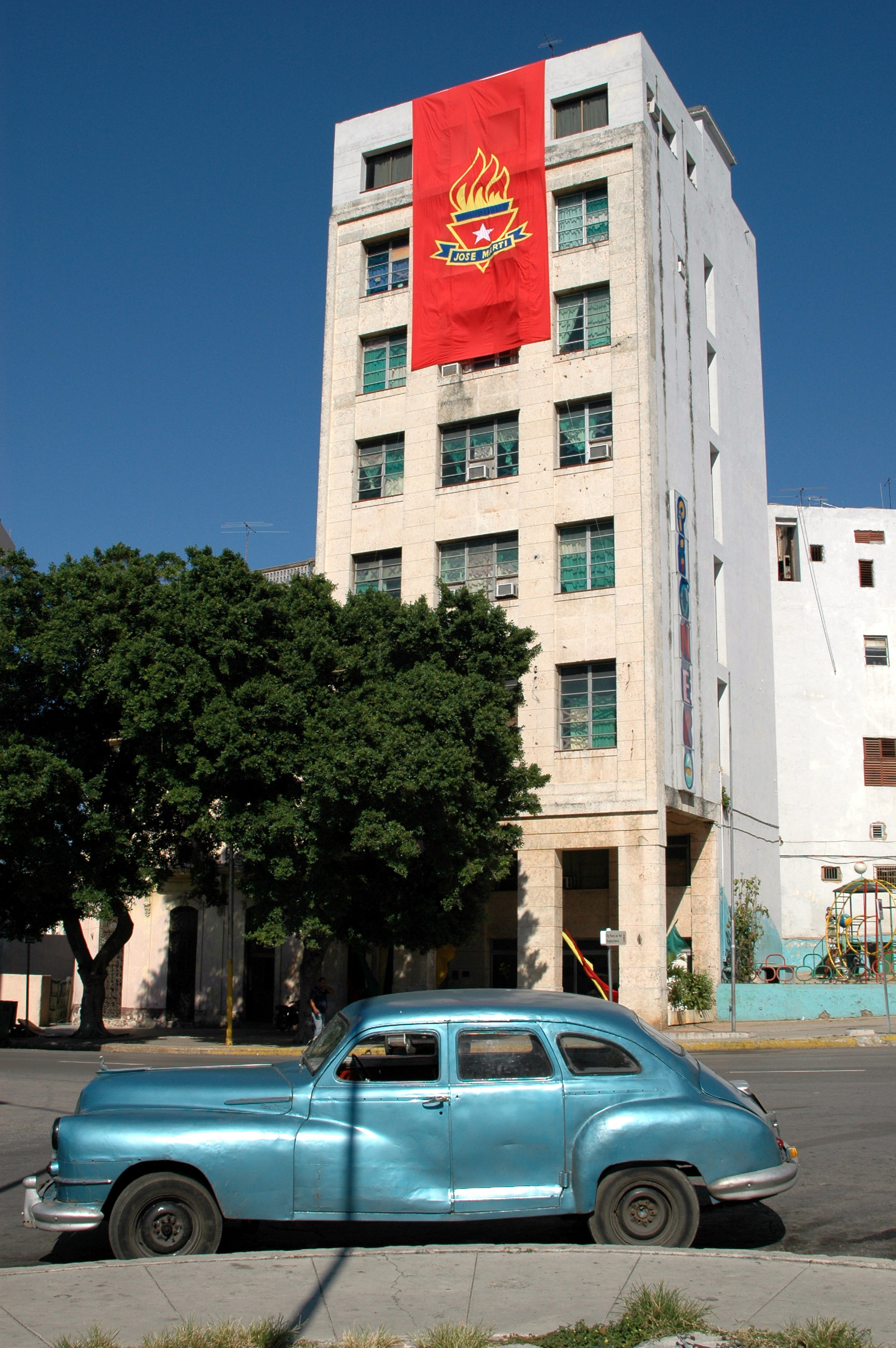
Trụ sở OPJM ở La Habana.

Đội Thiếu niên Tiền phong José Martí (tiếng Tây Ban Nha: Organización de Pioneros José Martí - OPJM) là tổ chức thanh thiếu niên được chính phủ Cuba thành lập vào năm 1961 nhằm thay thế cho Hội Hướng đạo Cuba đã bị cấm hoạt động từ sau Cách mạng Cuba. Tổ chức này lấy tên nhà văn và anh hùng dân tộc Cuba José Martí.

## Tổng quan
Đội Thiếu niên Tiền phong José Martí tập hợp học sinh tiểu học và trung học cho đến lớp 9. Lễ nhập môn diễn ra với hành động truyền thống là trao khăn quàng cổ, màu xanh hoặc đỏ tùy theo trình độ của học sinh; từ thời điểm đó, khăn quàng cổ trở thành một phần của đồng phục học sinh. Ở trường trung học, khăn quàng cổ được thay thế bằng huy hiệu gồm các thanh có màu cờ quốc gia và bên phải là chữ ký của Che; biểu tượng này có kích thước khoảng 1,5 cm x 10 cm, trong một số trường hợp là biểu tượng của trường trung học và được khâu trực tiếp trên áo đồng phục màu trắng. Chúng đều được tổ chức thành ba nhóm phụ theo từng cấp lớp. Đội Thiếu niên Tiền phong từ lớp 1 đến lớp 3 là Thiếu niên Tiền phong Moncada (Pionero Moncadista), trong khi học sinh lớp 4 đến lớp 9 là Thiếu niên Tiền phong thông thường, được chia thành các cấp cơ sở (Lớp 4 đến Lớp 6) và cấp cao (Lớp 7 đến Lớp 9).
OPJM tính một phần của hoạt động khám phá và cắm trại có tên là "Thiếu niên Tiền phong Khám phá" (Movimiento de Pioneros Exploradores, MPE).
Năm 2001, tổ chức này được xếp vào Danh sách Danh dự Toàn cầu 500 của Chương trình Môi trường Liên Hợp Quốc vì các hoạt động bảo vệ môi trường.
Phương châm của Đội Thiếu niên Tiền phong José Martí là: "Thiếu niên tiền phong vì chủ nghĩa cộng sản: Hãy noi gương Che!" (Pioneros para el comunismo: ¡Seamos como el Che!)